# Strada 21 (Uruguay)
La strada 21 (in spagnolo: Ruta 21) è una strada statale uruguaiana che percorre le regioni sud-occidentali del Paese unendo le cittadine di Colonia del Sacramento e Mercedes. Nel 1983, attraverso la legge 15497, fu ribattezzata Treinta y Tres Orientales.
La strada segue per parte del suo cammino il corso del Río de la Plata e dell'Uruguay.